# Kvakovce
Kvakovce (in ungherese Nagykőpatak) è un comune della Slovacchia facente parte del distretto di Vranov nad Topľou, nella regione di Prešov.